# Enric Sió
Enric Sió i Guardiola (* 5. April 1942 in Badalona, Spanien; † 2. November 1998 in Barcelona, Spanien) war ein spanischer Comiczeichner und Illustrator.

## Leben und Wirken
Sió begann seine Comiclaufbahn im Jahr 1960 mit Tätigkeiten für das Verlagshaus Bruguera und die englische Agentur Fleetway. In der zweiten Hälfte der 1960er-Jahre schuf Sió Lavinia 2016, das als Auflehnung gegen den Franquismus verstanden wurde. Der von der Kritik gelobte Comic Mara aus dem Jahr 1970 erschien zunächst im italienischen Comicmagazin Linus. 1971 wurde Sió auf dem Comic-Festival Salone Internazionale dei Comics in Lucca mit dem Yellow Kid ausgezeichnet. Im selben Jahr zeichnete er einige Kurzgeschichten für die Zeitschrift Dracula, in der zweiten Hälfte der 1970er-Jahre wirkte er an Histoire de France en Bandes Dessinées mit. Letzteres entstand außerhalb Spaniens, da Sió von 1974 bis 1979 zunächst in Mailand, dann in Paris lebte, bevor er nach Barcelona zurückkehrte. In den 1980er-Jahren wandte sich Sió verstärkt der Illustration zu. Sein Versuch als Verleger, 1985 mit La Oca ein dem italienischen Linus vergleichbares Magazin in Spanien zu etablieren, war nur geringer Erfolg beschieden.
Im November 1998 starb Sió an den Folgen eines Schlaganfalls.